# Суховершки великоцвіті
Суховершки великоцвіті, суховершки великоквіткові (Prunella grandiflora) — вид трав'янистих рослин родини глухокропивові (Lamiaceae), поширений у Європі й на Кавказі.

## Опис
Багаторічна трав'яниста рослина 15–60 см заввишки. Віночок 22–27 мм довжиною, синьо-фіолетовий. Нитки довгих тичинок з коротким тупим горбком. Зубці верхньої губи чашечки широко-трикутні. Верхня пара листків відсунута від суцвіття.

## Поширення
Вид поширений у Європі (крім півночі й островів), на Кавказі: (Азербайджан, Вірменія та Грузія), можливо в Туреччині.
В Україні вид зростає на лісових галявинах, степових схилах, кам'янистих відслоненнях — у лісових районах, Лісостепу, Степу (розсіяно), горах Криму.

## Галерея

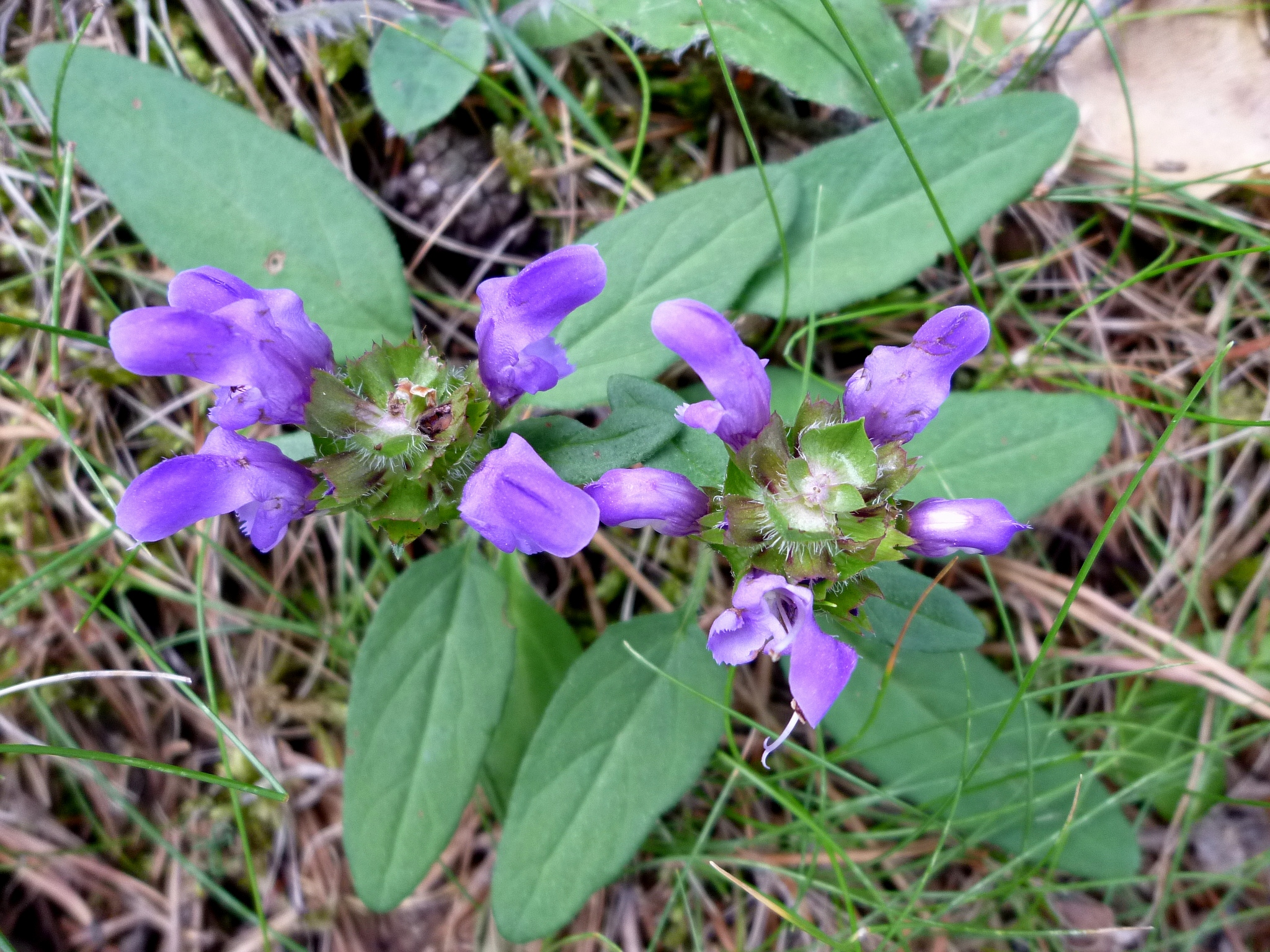
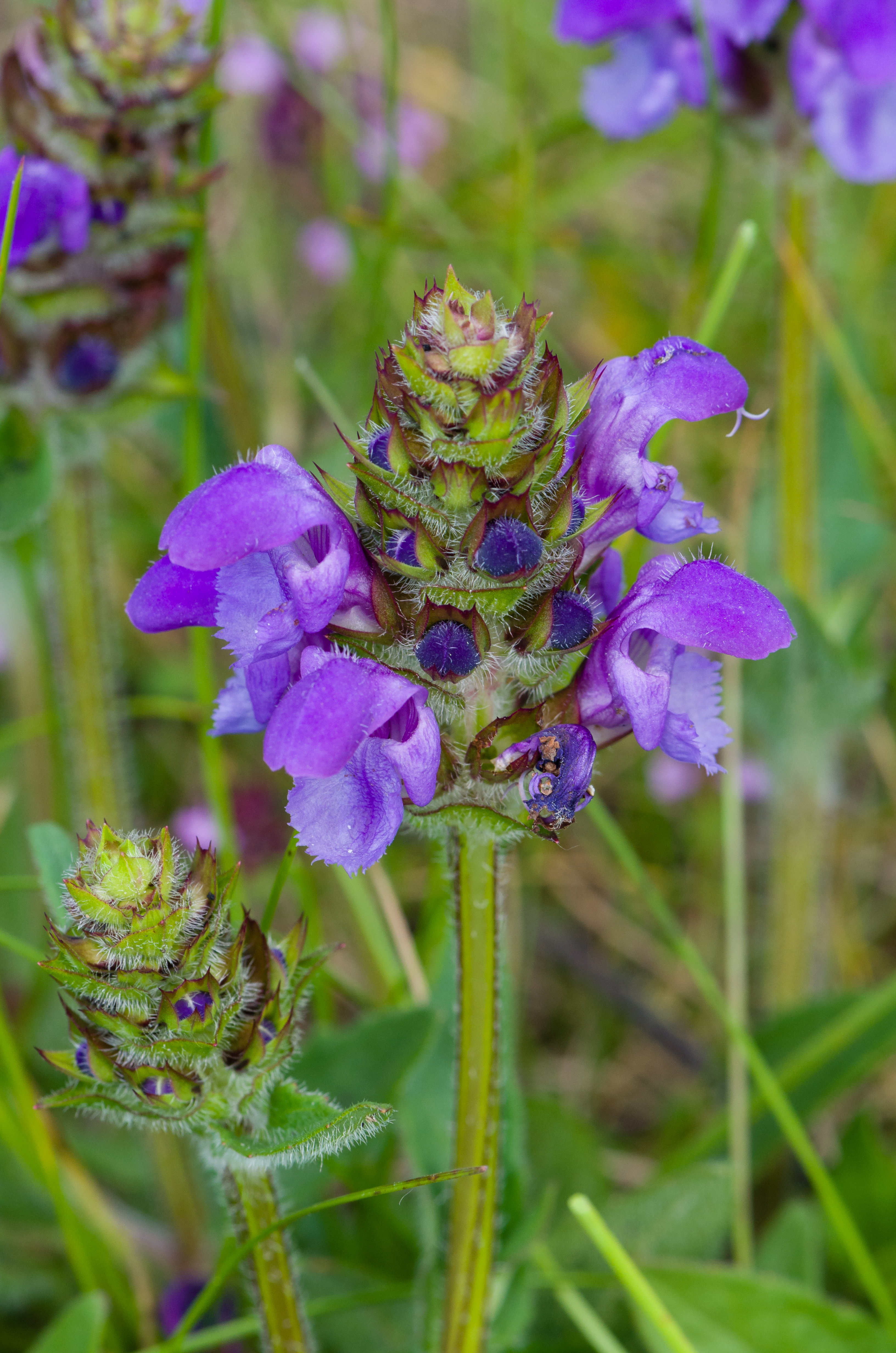